# 庚酸睾酮
庚酸睾酮（英語：或 Testosterone heptanoate，也称作雄-4-烯-17β-醇-3-酮-17β-庚酸酯androst-4-en-17β-ol-3-one 17β-heptanoate，商品名 Delatestryl 或 Xyosted）是一种合成雄激素類药物，是睾酮17号C原子β羟基与正庚酸酯化的产物，化学式C26H40O3，用于治疗人性腺功能低下症。